# Ткачёв, Павел Дмитриевич
Павел Дмитриевич Ткачёв (1906—1969) — советский актёр.

## Биография
В 1938 актёр Сталинградского ТЮЗа. В 1947—1969 актёр Саратовского ТЮЗа. Участник Великой Отечественной войны.

## Творчество
- 1948, 1952 — «Ревизор» Н. В. Гоголя — Городничий
- 1948 — «Овод» по Э. Л. Войнич — Мартини; «Товарищи» В. И. Пистоленко — Колесов Иван Захарович; «Парень из нашего города» К. М. Симонова — Севастьянов
- 1949 — «Тайна вечной ночи» И. В. Луковского — профессор Лаврентьев; «Воробьёвы горы» А. Д. Симукова — Иван Александрович Громалин; «Я хочу домой» С. В. Михалкова — капитан Песков; «Два капитана» по В. А. Каверину — Николай Антонович Татаринов; «Призвание» Г. Штейна — майор Иван Завьялов
- 1950 — «Нищий и Принц» М. Твена — Джон Кенти; «Семья» И. Ф. Попова — учитель Черненко; «Слуга двух хозяев» К. Гольдони — доктор Ломбарди; «Лётчики не умирают» И. В. Штока — Сергей Рарин
- 1951 — «Алёша Пешков» О. Д. Форш и И. А. Груздева — Григорий Иванович; «Звезда мира» Ц. С. Солодаря — механик О"Лири; «Где-то в Сибири» И. И. Ирошниковой — парторг Медведев
- 1952 — «Красный галстук» С. В. Михалкова — директор завода Вишняков; «Ромео и Джульетта» Шекспира — брат Лоренцо
- 1953 — «Волынщик из Стракониц» Й. К. Тыла — лесник Трнка
- 1954 — «Приключения Чиполлино» Дж. Родари — Помидор; «Три сестры» А. П. Чехова — Андрей Сергеевич Прозоров; «Не называя фамилий» В. Б. Минко — Карпо Карпович
- 1955 — «Настоящий человек» Б. Н. Полевого — Комиссар; «Сирано де Бержерак» Э. Ростана — Карбон де Кастель; «Пахарева дочка» И. В. Карнауховой — Князь
- 1956 — «Горя бояться — счастья не видать» С. Я. Маршака — старый дровосек Антон Кузьмич; «Иван Рыбаков» В. М. Гусева — Иван Рыбаков; «Первая весна» Г. Е. Николаевой — Сергей Сергеевич
- 1957 — «Юность отцов» Б. Л. Горбатова — Иван Егорович Шорох; «Ученик дьявола» Б. Шоу — священник Антони Андерсон; «Звёздный мальчик» О. Уайльда — 1-й стражник; «Враги» М. Горького — Захар Бардин
- 1958 — «Горящее сердце» И. С. Шура — Иван Земнов; «Судьба барабанщика» А. П. Гайдара — «Дядя»; «За час до рассвета» А. А. Галича — Иван Александрович Мальцев
- 1959 — «На улице Уитмена» Мэксин Вуд[англ.] — Уолтер Ленд; «Три сестры» А. П. Чехова — Александр Иванович Вершинин
- «Гамлет» Шекспира — Полоний

## Награды и премии
- Сталинская премия третьей степени (1952) — за исполение роли Григория Ивановича в спектакле Саратовского ТЮЗа «Алёша Пешков» О. Д. Форш и И. А. Груздева
- заслуженный артист РСФСР (1958)